# Paul Morales
Paul Baltazar Morales Bojórquez (ur. 6 stycznia 1999) – meksykański zapaśnik walczący w stylu klasycznym. Zajął 29. miejsce na mistrzostwach świata w 2023 roku.
Dziewiąty na igrzyskach panamerykańskich w 2023. Brązowy medalista igrzysk Ameryki Środkowej i Karaibów w 2023. Siódmy na mistrzostwach panamerykańskich w 2023 i 2025. Wicemistrz panamerykański kadetów w 2018 roku.